# Santo Domingo International 2017
Die Santo Domingo International 2017 (auch als Santo Domingo Open 2017 bekannt) im Badminton fanden vom 23. bis zum 27. Oktober 2017 in Santo Domingo statt.

## Medaillengewinner
| Disziplin    | Gold                                     | Silber                                         | Bronze                                        |
| ------------ | ---------------------------------------- | ---------------------------------------------- | --------------------------------------------- |
| Herreneinzel | Osleni Guerrero                          | Luis Ramón Garrido                             | Duarte Nuno Anjo                              |
| Herreneinzel | Osleni Guerrero                          | Luis Ramón Garrido                             | Kevin Cordón                                  |
| Dameneinzel  | Jamie Hsu                                | Fernanda Saponara Rivva                        | Bermary Altagracia Polanco Muñoz              |
| Dameneinzel  | Jamie Hsu                                | Fernanda Saponara Rivva                        | Nikte Sotomayor                               |
| Herrendoppel | Osleni Guerrero Leodannis Martínez       | Therry Aquino Reimi Starling Cabrera Rosario   | William Cabrera Nelson Javier                 |
| Herrendoppel | Osleni Guerrero Leodannis Martínez       | Therry Aquino Reimi Starling Cabrera Rosario   | Alonso Medel Diego Subauste                   |
| Damendoppel  | Nairoby Abigail Jiménez Licelott Sanchez | Noemi Almonte Bermary Altagracia Polanco Muñoz | Romaira Labour Kahina Lucero Vasquez Ferreras |
| Damendoppel  | Nairoby Abigail Jiménez Licelott Sanchez | Noemi Almonte Bermary Altagracia Polanco Muñoz | Alejandra José Paiz Quân Nikte Sotomayor      |
| Mixed        | Leodannis Martínez Tahimara Oropeza      | Osleni Guerrero Adriana Artiz Ataury           | Luis Montoya Yaqueline Duarte                 |
| Mixed        | Leodannis Martínez Tahimara Oropeza      | Osleni Guerrero Adriana Artiz Ataury           | Diego Subauste Fernanda Saponara Rivva        |